# Francis Pelham-Clinton-Hope
Henry Francis Hope Pelham-Clinton (ur. 3 lutego 1866, zm. 20 kwietnia 1941) – brytyjski arystokrata, młodszy syn Henry’ego Pelham-Clintona, 6. księcia Newcastle i Henrietty Adeli Hope, córki Henry’ego Thomasa Hope’a. W 1887 r. przyjął nazwisko i herb rodu matki i był znany od tej pory jako lord Francis Hope. W 1928 r., po bezdzietnej śmierci swojego brata Henry’ego, odziedziczył tytuł księcia Newcastle.
Kształcił się w Eton College i w Trinity Hall na Uniwersytecie Cambridge. Lord Francis prowadził bardzo rozrzutny tryb życia. Ogromne długi zmusiły go do sprzedaży w 1902 r. jednego z najcenniejszych klejnotów rodowych, słynnego diamentu Hope (diament). Rozrzutność Francisa spowodowała, że jego brat nie przekazał mu części rodowych posiadłości, min. rezydencji Clumber House, które przypadły synowi Francisa.
27 listopada 1894 r. poślubił swoją długoletnią kochankę, amerykańską śpiewaczkę i tancerkę, Mary Augustę Yohe (zm. 27 sierpnia 1938), córkę Williama Yohe'a. Małżonkowie nie mieli dzieci, zaś Mary opuściła Francisa kiedy ten popadł w długi. Uciekła wtedy z Putnamem Strongiem, synem byłego burmistrza Nowego Jorku. Francis rozwiódł się z nią w 1902 r.
27 lutego 1904 r. poślubił Olivię Muriel Thompson (zm. 30 sierpnia 1912), córkę George’a Horatio Thompsona. Francis i Olivia mieli razem syna i dwie córki:
- Henry Edward Hugh Pelham-Clinton-Hope (8 kwietnia 1907 - listopad 1988), 9. książę Newcastle
- Doria Lois Pelham-Clinton (17 czerwca 1908 - 26 września 1942), żona majora Fredericka Baldwina Childe'a i Stefana Huberta Neumanna, miała dzieci
- Mary Pelham-Clinton (4 lipca 1910 - ?), żona Charlesa Kennetha Horne’a, Romaina Alphonse’a Stemmera i Williama Serge'a Belaieffa, nie miała dzieci

Po śmierci księcia w 1941 r. wszystkie tytuły odziedziczył jego jedyny syn.